# بيلي موير
بيلي موير (بالإنجليزية: Billy Muir)‏ هو مدرب كرة قدم ولاعب كرة قدم بريطاني في مركز الهجوم، ولد في 6 مايو 1934. لعب مع كوين أوف ساوث ونادي آير يونايتد ونادي دمبرتون ونادي كلايد ونادي كيلمارنوك.